# 徳島県旗
徳島県旗（とくしまけんき）は、日本の都道府県の一つ、徳島県の旗。本項では、旗に図示されている徳島県章（とくしまけんしょう）についても併せて解説する。

## 概要

徳島県旗（県名入りのデザイン）

県章は一般公募で寄せられた案を基にデザインされ、1966年3月18日の県告示第166号により制定された。平仮名の「とく」を飛鳥様にデザインし県の融和・団結・雄飛・発展を表している。
県旗は特に規定されておらず、県の名産である藍染めをイメージした藍色の地に黄色の県章を中央に配置したものが慣例的に使用されている。バリエーションとして、県章の右下に白抜きの県名を入れるものが使用される場合もある。